# Bartless
«Bartless» (укр. «Без Барта») — п'ятнадцята серія тридцять четвертого сезону мультсеріалу «Сімпсони», прем'єра якої відбулась 5 березня 2023 року у США на телеканалі «Fox».

## Сюжет
У Спрінгфілдській початковій школі учні четвертого класу читають книжки дітям з дитсадка. Барт читає дівчинці на ім'я Райлі, яка не в захваті від читання. Тоді Барт починає вигадувати історію і розповідаючи, розмальовує книгу. Коли він закінчує читати, вся група дітей збирається навколо Барта, щоб послухати його. Згодом всі діти починають малювати та писати у своїх книгах, на що звернула увагу бібліотекарка.
Удома Гомер і Мардж кричать на сина через псування книжок та неодноразово називають його руйнівником. Барт виправдовується, що його вчинок був спрямований на добро, але розлючені батьки не вірять йому. Наступного дня, коли Гомера та Мардж викликають поговорити з міс Пейтон, вчителькою Барта, та розповідає, що Барт захопив вихованців дитячого садка читанням, чим вони раніше не цікавилися. Бібліотекарі почали робити копії сторінок книг, щоб діти могли вільно малювати та писати.
Поза школою Гомер і Мардж шоковані: вони усвідомлюють що завжди сприймають Барта як проблему, і, що інші бачать у ньому хороші сторони, а вони — ні. Вони повертаються додому й усвідомлюють, що їм не подобається Барт як людина. Гомер і Мардж засинають з бажанням подивитися на Барта зі сторони, ніби він — не член сім'ї Сімпсонів…
Настає наступний ранок, і Гомер і Мардж прокидаються у шикарному будинку на пагорбі Спрінґфілдської гори. Вони готують Лісу та Меґґі ― єдиних їхніх дітей ― до школи та йдуть на роботу. Мардж працює головним лікарем у ветеринарній лікарні, де водночас є єдиною, що серйозно ставиться до роботи, не має службові романи і пліткує про них, як її колеги. Тим часом Гомер працює оператором «Джамботрона» на Спрінґфілдському стадіоні, що він любить.
Після робочого дня Гомер із сім'єю вирушають по морозиво. Коли дощового вечора вони поверталися додому, Гомер збив хлопця, який перетинав дорогу на скейтборді. Хлопець розповідає, що його звуть Барт, але більше нічого не пам'ятає…
Сімпсони везуть його до лікарні, де доктор Гібберт каже, що в Барта амнезія. Сімпсони вирішують забрати Барта додому, поки шеф Віґґам не вирішить, що з ним робити.
Вдома Барт швидко починає дратувати Сімпсонів своєю поганою поведінкою. Наступного ранку Барт пише «укуси мене за шорти» (англ. «eat my shorts») на торбинці для обіду Ліси, чого Мардж не розуміє. Барт пояснює, що це для того щоб люди розуміли, хто тут бос.
Гомер вирішує, що вони не можуть залишити Барта вдома одного, тож бере його із собою на роботу. Там Барт починає пустувати з елементами керування «Джамботроном». Безглузді повідомлення й анімація Барта викликають у натовпу шаленіння, і шумомір досягає максимального показника «100», чого Гомеру ніколи раніше не вдавалося зробити.
Тим часом у ветлікарні Мардж вчергове дратується через те, що ніхто з її підлеглих не сприймає свою роботу серйозно. Розлючена, вона каже їм «укусити її за шорти». Персонал нарешті прислухається до Мардж і починає діяти професійно. Пізніше вдома Барт заохочує Лісу відпочити і подивитися разом серії «Шоу Чуха і Сверблячки». Після перегляду Ліса щиро регоче, що, за словами Гомера, стається вперше.
Наступного ранку в домі Сімпсонів все по-іншому: Ліса грається зі своїми ляльок Малібу Стейсі, які вона раніше не хотіла відкривати через ОКР, а Меґґі насолоджується книгою після того, як Барт вмалював її в історію. Гомер і Мардж розуміють, що Барт їм подобається, незважаючи на його погану поведінку.
Раптово шеф Віггам вибиває двері до будинку, щоб відвести Барта до Спрінґфілдського сиротинця. Після того, як Барт попрощався з усіма, Гомер і Мардж біжать услід за авто, бо не хочуть втратити Барта назавжди…
Гомер і Мардж прокидаються і розуміють, що це все був лише сон. Вони заходять у кімнату Барта, де обіймають і кажуть синові, що щойно зрозуміли, що він їм подобається. Барта шокують слова «щойно зрозуміли»…
У сцені під час титрів шеф Віґґам намагається вмовити Ральфа вийти з діри, яку він намалював на стіні.

## Виробництво
За словами виконавчого продюсера Метта Селмана, серія натхненна спостереженнями, що часто батьки не можуть оцінити, що є чудовим у їхніх власних дітях, тому що їхні розуми настільки затьмарені «батьківською дурницею». Також при розробці творча команда хотіла створити висококонцепційну кіноісторію «а-ля [фільм] „Великий“, у якій магічні незрозумілі сили навчать Вас свого роду уроку: „Що було б, якби Ви могли зустріти власну дитину, але не знали її — Ви все одно захотіли б її?“»

## Культурні відсилання та цікаві факти
- Сюжет серії із відображенням світу без ключового персонажа нагадує фільм «Це дивовижне життя»[3].
- Книга «Everyone Loves Their Job» (укр. «Всі люблять свою роботу») — пародія на книги дитячого письменника та ілюстратора Річарда Скеррі[4].
- Ральфа Віґґам, що малює фіолетовим фломастером є відсиланням до дитячої книжки «Гарольд з фіолетовим фломастером»[3].
- Барт вливає воду для хот-догів у льодогенератор. Це було справжньою витівкою одного з дітей сценаристів Сімпсонів[5].
- В епізоді кілька разів грає пісня «Lido Shuffle» Боза Скеґса[6].
- При «знайомстві» Барта з Лісою, яка страждає на ОКР, він говорить, що також страждає на СДУГ[3].
- Серія «Чуха і Сверблячки» «The Great British Slaying Show» (укр. «Велике британське убивче шоу») — пародія на «The Great British Bake Off» (укр. «Великий британський пекарський турнір»). Миші-судді — це пародії на Метта Лукаса та Ноель Філдінг, які є ведучими шоу[7].

## Ставлення критиків і глядачів
Під час прем'єри серію переглянули 0,93 млн осіб, з рейтингом 0.2, що зробило її найпопулярнішим шоу на каналі «Fox» тієї ночі.
Тоні Сокол з «Den of Geek» дав серії чотири з половиною п'яти зірок, сказавши:
|  | Серія не така зворушлива, як здається зовні. Гомер і Мардж отримують досвід, але ніколи не дізнаються, що зробить відсутність Барта зі світом за межами будинку на Спрінґфілдському пагорбі… Епізод має стільки темних поворотів, скільки уникає грубої рівномірної доріжки. |

Джон Шварц із сайту «Bubbleblabber» оцінив серію на 8/10, сказавши, що «не дуже впевнений, що Барт, який навчає дітей малювати в книжках, є сценарієм „кінця світу“, який надихне Гомера та Мардж по-справжньому задуматися про світ без Барта. Я вважаю, що волів би побачити щось більш руйнівне, а потім урівноважити це послідовністю сновидінь, які би ДІЙСНО викреслили Барта, просто щоб побачити, як усе похитнеться».
Згідно з голосуванням на сайті The NoHomers Club більшість фанатів оцінили серію на 5/5 із середньою оцінкою 4,26/5.